# Alexandreis
Alexandreis (či Alexandreida) je rozsáhlá epická, světská česky psaná báseň pravděpodobně z konce 13. století či počátku 14. století. Je psána osmislabičným veršem, který byl v české literatuře používán až do konce 14. století. Alexandreidy vznikly ve více evropských národních literaturách. Ve své době šlo o velmi oblíbený žánr.
Hlavním hrdinou je Alexandr Veliký, který se pro své vojenské schopnosti stal vzorem středověkého rytíře. Popisuje jeho život od dětství (výchova filozofem Aristotelem) přes dobývání řady zemí až po smrt. V tomto díle v osobě Alexandra Makedonského poznáváme krále Přemysla Otakara II. (použití alegorie, skrze kterou lze poznat krále, dobu a poměry na královském dvoře). Autor vyzdvihuje ideál panovníka a šlechtice jako ochránce společenského řádu. V textu nacházíme známky odporu autora k německému živlu v českých zemích. Český autor též aktualizuje starověkou látku (např. popis způsobu boje), v Alexandrově vojsku jsou přítomni rytíři s českými jmény (Radovan, Mladota…). Děj je vyprávěn s dramatickým spádem, ale tam, kde skladatel komentuje události, se zpomaluje (názor je zdůrazněn tzv. gnómickým trojverším).
Jednalo se o dílo velmi oblíbené, bylo proto často opisováno (opisovači někdy přidávali a ubírali některé pasáže, proto je známo v několika verzích). Tento hrdinský epos obsahoval asi 8500 veršů, z nichž se zachovaly pouze dvě pětiny.
Alexandreida má své varianty v téměř každém evropském jazyce. Vzorem byla latinská verze, kterou vytvořil básník Gautier de Châtillon (Alexandreis, sive Gesta Alexandri Magni). Českou verzi zřejmě ovlivnila verze německá autora Ulricha von Etzenbach. (Alexanderlied).
Zhruba o sto let později (na přelomu 14. a 15. století) vzniklo méně známé prozaické dílo Alexander.

## Rukopisy
Dochovalo se devět rukopisů staročeské Alexandreidy (všechny ve formě zlomku) z 13.–15. století.
- Svatovítský (AlexV) – počátek 15. století, nejrozsáhlejší a nejmladší zlomek (2460 veršů)
- Jindřichohradecký (AlexH) – sklonek 13. století (nejstarší rukopis), Národní muzeum, sign. 1 A c 53 (492 veršů)
- Vídeňský (AlexVíd) – počátek 14. století, Rakouská národní knihovna (109 veršů)
- Budějovický (AlexB) – první čtvrtina 14. stol., Státní okresní archiv České Budějovice, sign. P 44 (342 veršů)
- Budějovickomuzejní (AlexBM) – polovina 14. století, nalezen Františkem Palackým, Národní muzeum, sign. 1 A c 54 (346 veršů)
- Muzejní (AlexM) – polovina 14. století, nalezen V. Hankou, Národní muzeum, 1 A c 58 (124 nesouvislých veršů)
- Šafaříkův (AlexŠ) – polovina 14. století, Národní muzeum, 1 A c 58 (118 veršů)
- Ostřihomský (AlexO) – první polovina 14. století, nalezen v roce 1955, od roku 2010 v Národní knihovně České republiky, sign. XXIV B 144 (82 veršů)
- Druhý zlomek Budějovický (AlexBud) – obsahově se kryje se svatovítským zlomkem, je nejpozději nalezený (1962) a nejkratší (6 dvojverší), Jihočeské muzeum v Českých Budějovicích ev. č. XXVI3